# Fosfuro de aluminio, galio e indio
El fosfuro de aluminio, galio e indio (AlGaInP, también AlInGaP, InGaAlP, GaInP, etc.) es un material semiconductor que constituye una plataforma para el desarrollo de nuevos dispositivos fotovoltaicos y optoelectrónicos multiunión, ya que abarca una banda prohibida directa desde el ultravioleta profundo hasta el infrarrojo.
El AlGaInP se utiliza en la fabricación de diodos emisores de luz de color rojo, naranja, verde y amarillo de alto brillo, para formar la heteroestructura emisora de luz. También se utiliza para fabricar láseres de diodo.

## Formación
La capa de AlGaInP suele crecer por heteroepitaxia sobre arseniuro de galio o fosfuro de galio para formar una estructura de pozo cuántico. La heteroepitaxia es un tipo de epitaxia que se realiza con materiales diferentes entre sí. En la heteroepitaxia, una película cristalina crece sobre un sustrato o película cristalina de un material diferente.
Un ejemplo de heteroepitaxia es el nitruro de galio (GaN) sobre zafiro.

## Propiedades
El AlGaInP es un semiconductor, lo que significa que su banda de valencia está completamente llena. El eV de la brecha de banda entre la banda de valencia y la banda de conducción es lo suficientemente pequeño como para que pueda emitir luz visible (1,7 eV - 3,1 eV). La brecha de banda del AlGaInP se sitúa entre 1,81 eV y 2 eV. Esto corresponde a la luz roja, naranja o amarilla, y por eso los LED fabricados con AlGaInP son de esos colores.
| Propiedades ópticas      | Propiedades ópticas |
| ------------------------ | ------------------- |
| Índice de refracción     | 3.49                |
| Dispersión refractiva    | -1,68 μm−1          |
| Coeficiente de absorción | 50536 cm−1          |

## Estructura de la blenda de zinc

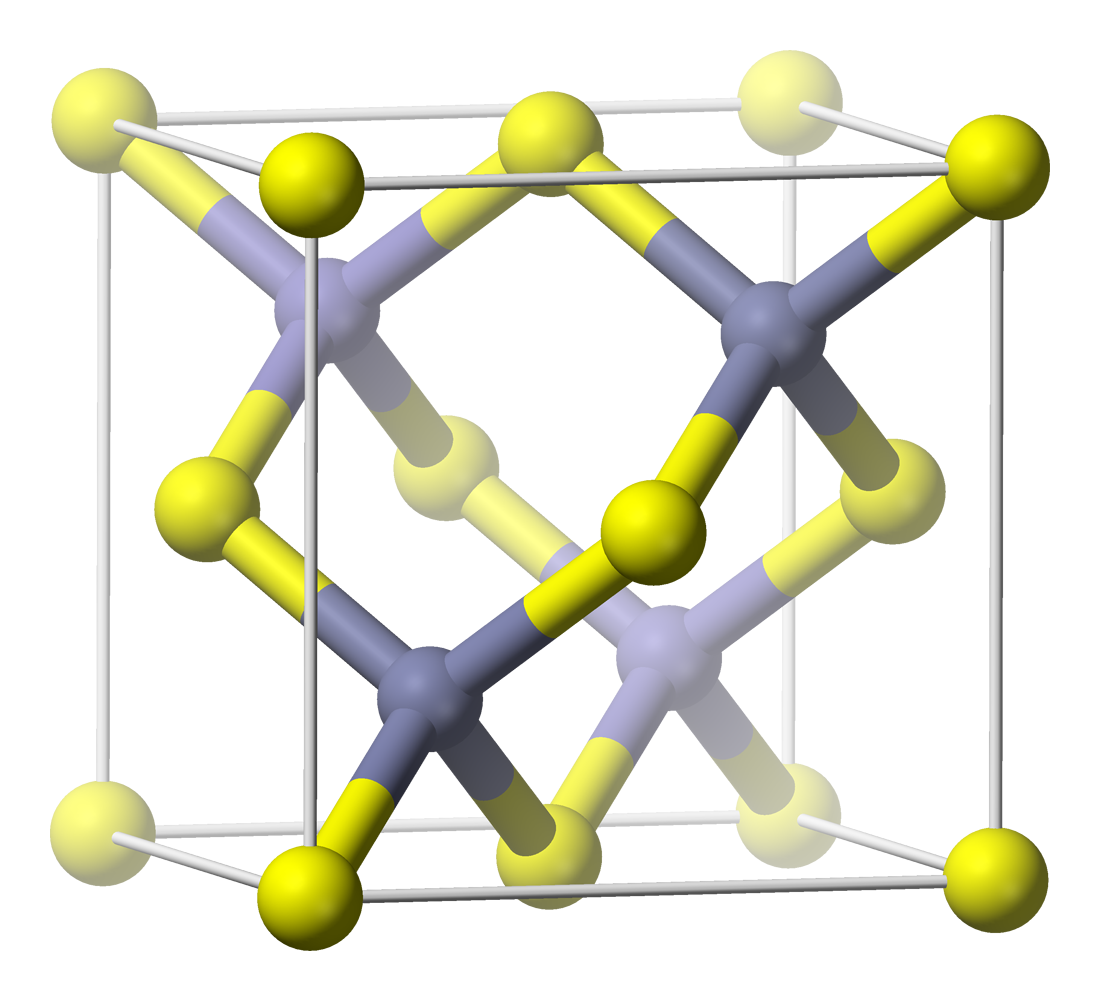
Celda unitaria de zincblenda

La estructura del AlGaInP se clasifica dentro de una celda unitaria específica denominada estructura de blenda de zinc. La blenda/esfalerita de zinc se basa en una red cúbica de aniones centrada en la cara. Tiene 4 unidades asimétricas en su celda unitaria. La mejor forma de verlo es como una matriz cúbica centrada en la cara de aniones y cationes que ocupan la mitad de los huecos tetraédricos. Cada ion tiene 4 coordenadas y una geometría tetraédrica local. La blenda de zinc es su propio antitipo: se puede cambiar la posición del anión y del catión en la célula y no tiene ningún efecto (como en el NaCl). De hecho, la sustitución del zinc y el azufre por carbono da lugar a la estructura del diamante.

## Aplicaciones
El AlGaInP puede aplicarse a:
- Diodos emisores de luz de alto brillo
- Láseres de diodo
- Estructuras de pozos cuánticos
- Células solares (en potencia). El uso de fosfuro de aluminio, galio e indio con alto contenido en aluminio, en una estructura de cinco uniones, puede dar lugar a células solares con eficiencias teóricas máximas (eficiencia de la célula solar) superiores al 40%.[2]

## Láser AlGaInP
Un láser de diodo consiste en un material semiconductor en el que una unión p-n forma el medio activo y la retroalimentación óptica se proporciona normalmente mediante reflexiones en las facetas del dispositivo. Los láseres de diodo de AlGaInP emiten luz visible e infrarroja cercana con longitudes de onda de 0,63-0,76 μm. Las principales aplicaciones de los láseres de diodo de AlGaInP son los lectores de discos ópticos, los punteros láser y los sensores de gas, así como el bombeo óptico y el mecanizado.

## LED
El AlGaInP puede utilizarse como LED. Un LED se compone de una unión p-n que contiene un tipo p y un tipo n. El material utilizado en el elemento semiconductor de un LED determina su color.
El AlGaInP es uno de los tipos de LED utilizados en sistemas de iluminación. Otro es el nitruro de indio y galio (InGaN). Ligeros cambios en la composición de estas aleaciones modifican el color de la luz emitida. Las aleaciones AlGaInP se utilizan para fabricar LED rojos, naranjas y amarillos. 

## Seguridad y toxicidad
La toxicología del AlGaInP no se ha investigado a fondo. El polvo es irritante para la piel, los ojos y los pulmones. En una revisión se han descrito los aspectos medioambientales, sanitarios y de seguridad de las fuentes de fosfuro de aluminio, indio y galio (como el trimetilgalio, el trimetilindio y la fosfina) y los estudios de control de higiene industrial de las fuentes MOVPE estándar. La iluminación con un láser de AlGaInP se asoció en un estudio con una cicatrización más lenta de las heridas cutáneas en ratas de laboratorio.